# مرغابی تک‌زرد چینی
مرغابی تک‌زرد چینی یا مرغابی تک‌زرد شرقی (نام علمی: Anas zonorhyncha) گونه‌ای از مرغابیان روآبچر است که در شرق و جنوب شرق آسیا زادآوری می‌کند. این گونه در گذشته زیرگونه‌ای از مرغابی تک‌زرد هندی در نظر گرفته می‌شد و هر دو به عنوان مرغابی تک‌زرد (A. poecilorhyncha) نامیده می‌شدند. این نام از لکه زرد روی منقار گرفته شده است.
مرغابی تک‌زرد چینی توسط زیست‌شناس انگلیسی رابرت سوینهو در سال ۱۸۶۶ با نام دوجمله‌ای کنونی آن یعنی Anas zonorhyncha توصیف شد. نام سردهٔ Anas از کلمهٔ لاتین به معنی مرغابی است. لقب خاص zonorhyncha از کلمات کلاسیک یونانی zōnē به معنای «نوار» یا «کمربند» و rhunkhos به معنای «منقار» گرفته شده است.
نر و ماده هر دو تحت یک پرریزی کامل پس از عروسی قرار می‌گیرند و همه پرهای بال خود را به‌طور همزمان می‌اندازند.

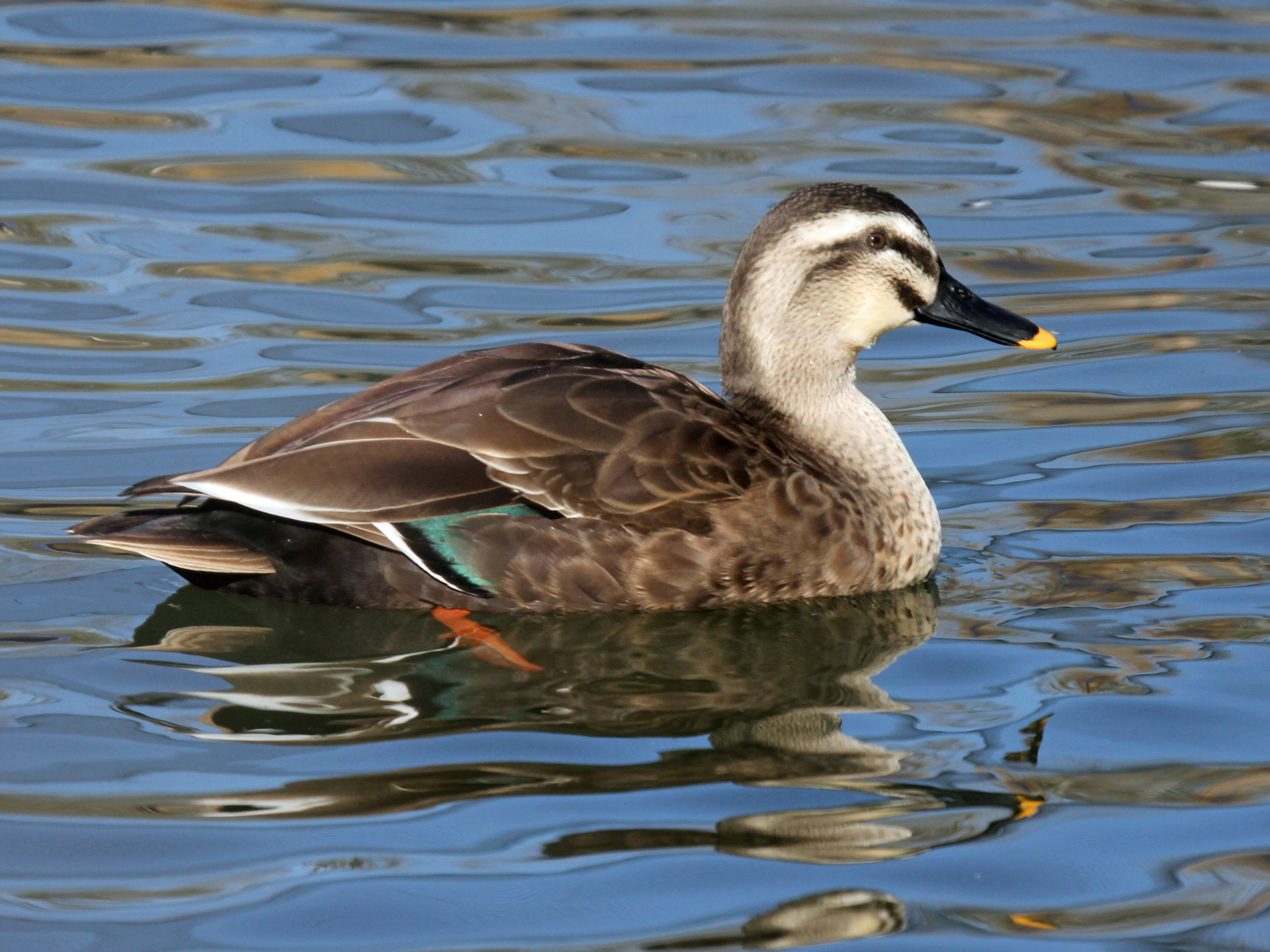
نمایش آیینه بالی آبی

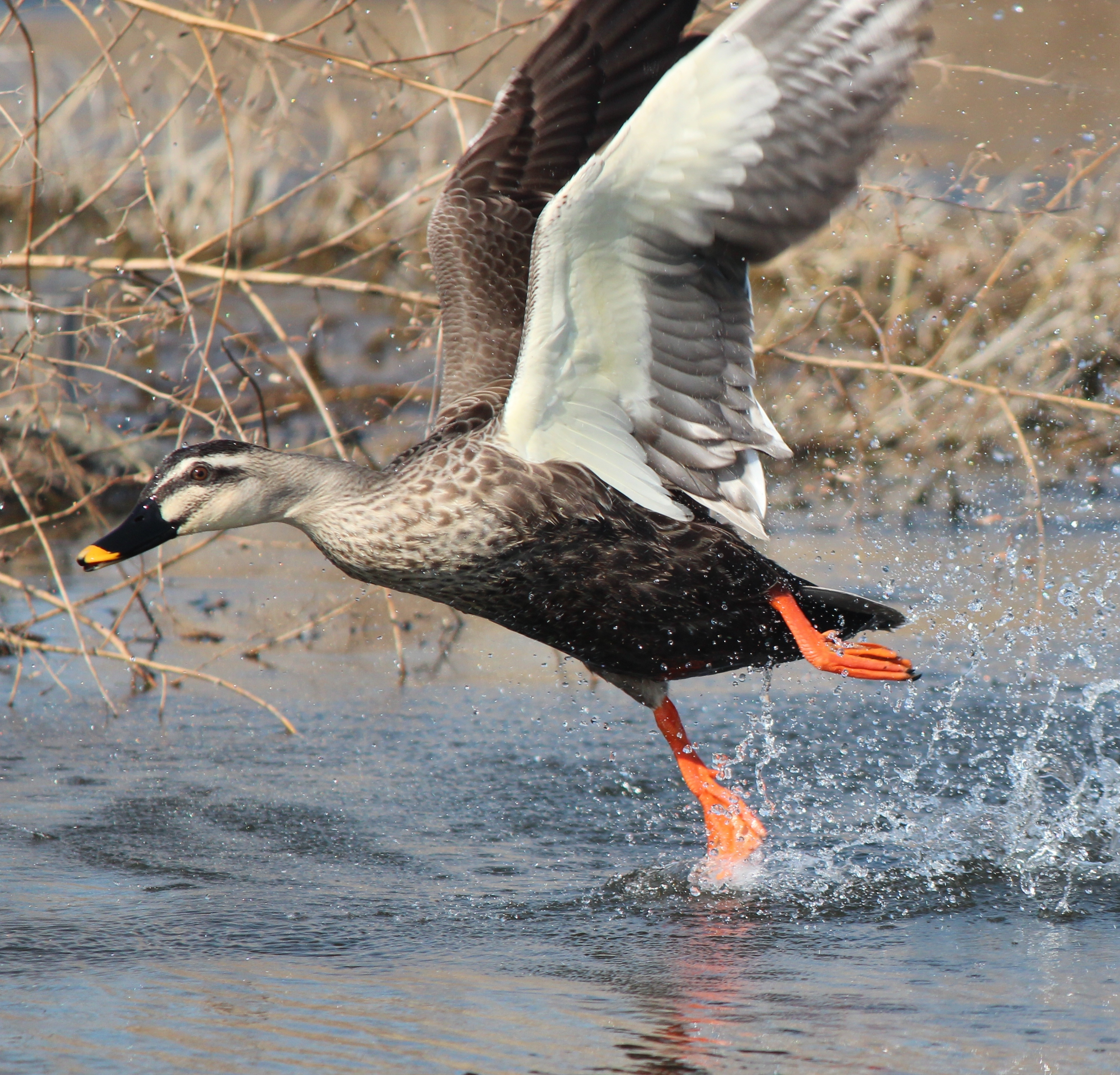
برخاستن